# Dwelling In Beulah Land

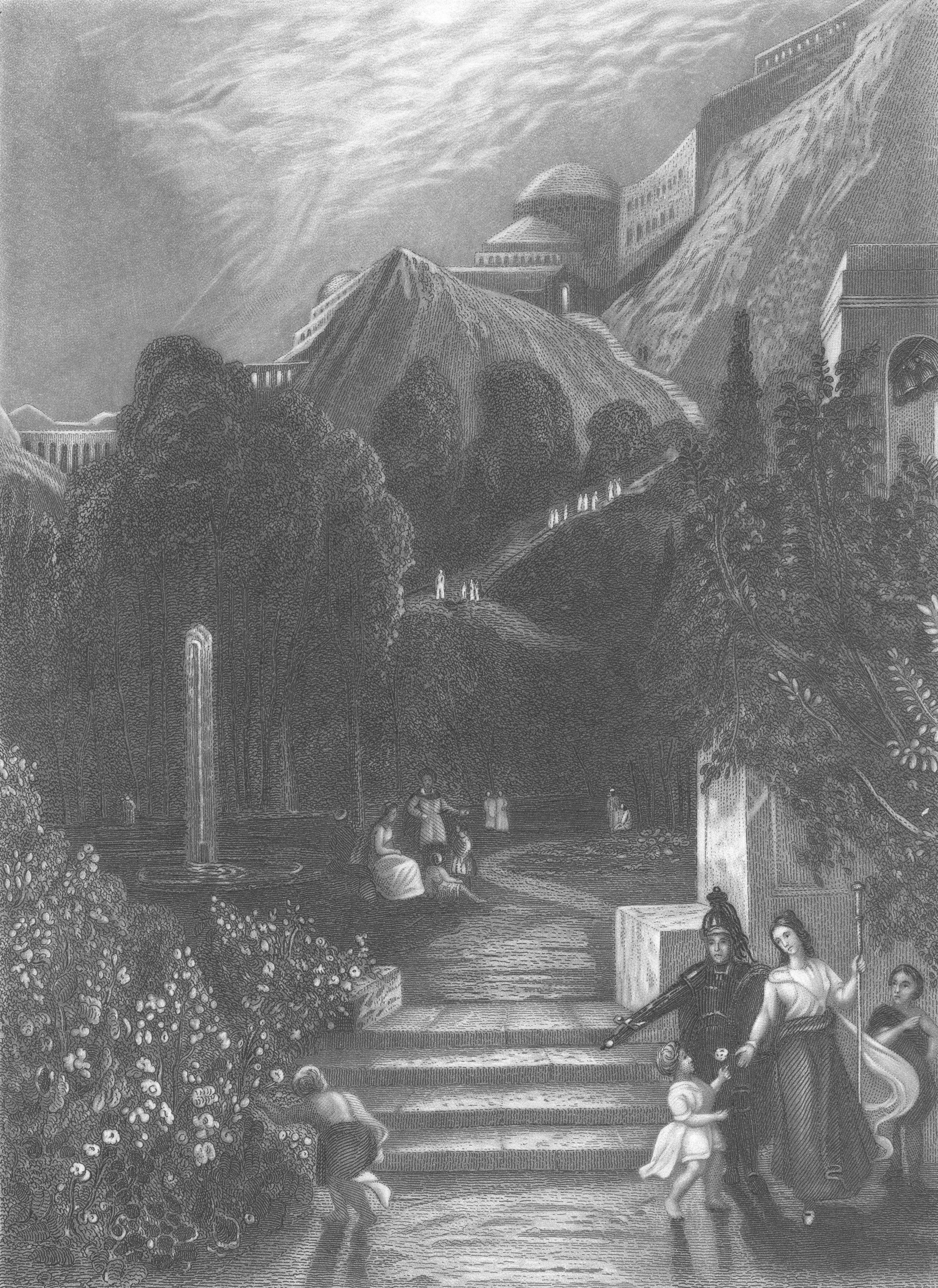
"The Land of Beulah" (1874)
por H. Melville
("A Terra de Beulá")

Dwelling In Beulah Land (em português:  "Habitando em Terra de Beulá") é um hino cristão escrito, composto e publicado em 1911 por Charles Austin Miles, estadunidense compositor de música sacra protestante do século XX. Sua melodia é usada no hino nacional das Ilhas Fiji, adotado em 1970. 
No Brasil, Paulo Leivas Macalão fez uma versão em português da canção com o sentido diferente da letra original para a Harpa Cristã, hinário da Assembleia de Deus, que é o hino n° 212, "Os Guerreiros se Preparam". Dwelling In Beulah Land também foi traduzido para o Hinário Adventista do Sétimo Dia, sendo o hino nº 363, "Terra de Beulá", mantendo o sentido original. A melodia também é usada no hino nº 579, "Olhando para Cristo", do hinário batista Cantor Cristão.
O termo Beulá é usado em Isaías 62:4 e significa "casada" em hebraico, referindo-se metaforicamente ao nome dado por Jeová à Judeia, quando os judeus retornaram do exílio na Babilônia.